# Økologiens Have
Økologiens Have (indtil efteråret 2011: Den Økologiske Have – center for praktisk økologi) er et område på 10 ha, der er anlagt med forskellige temahaver, som alle bliver anlagt og plejet økologisk. Haven ligger på jord, som er stillet til rådighed af Odder Kommune. Den har eksisteret siden 1991, og den har været åben for besøg siden 1994. Haven blev oprindelig skabt og drevet af "Landsforeningen Praktisk Økologi", men den blev i 1998 omdannet til en selvejende institution, efter initiativ fra Landsforeningens bestyrelse. Fonden gik konkurs i sensommeren 2011. Konkursboet blev i december 2011 købt af den nydannede forening Økologiens Have og er siden drevet i foreningens regi og med primært frivillige kræfter.  Økologiens Have får sine indtægter fra billetsalg, salg af egne produkter - herunder salg af frø og planter, rundvisninger, fonds - og puljemidler samt tilskud fra Odder Kommune.